# Еребуни (крепост)
Крепостта Еребуни (на арменски: Էրեբունի), позната също като Арин Берд (на арменски: Արին Բերդ; което означава „Крепост на кръвта“), е укрепен град, разположен в Ереван, Армения. Това е една от няколкото крепости, построени в Северна Урартия и е един от най-важните политически, икономически и културни центрове от голямото кралство. Самото име на Ереван произлиза от Еребуни.

## Етимология
В открит документ от Кармир Блур глаголът еребу-ни се използва в смисъла на „да се възползват, ограбят, откраднат или отвлекат“ последвано от директен обект. Според учените може да се интерпретира и като „да взема“ или „да хвана“ и в този смисъл при основаването си Еребуни означава „свой“, „завоевание“, „победа“.
Историкът Амиад Джамука дава алтернативна етимология: ери (от ерси, хора, живеещи в областта) + буни. Буни идва, според него, от подслон. В индоевропейския корен „бун“ произлиза от арменската дума буюн (բույն) за „гнездо“.

## История
Еребуни е основан от урартянския крал Аргишри I (785 – 753 пр.н.е.) през 782 пр.н.е. Еребуни (старото име на столицата Ереван) е проектиран като велик административен и религиозен център, кралска столица.
През есента на 1950, при археологически разкопки, водени от Константин Хованисян са открити Арин Берд и основите на града. Намерени са и много исторически доказателства и ръкописи, съхраняващи историята на Еребуни.
Цар Аргищи от Урарту, основателят на крепост в североизточната част на днешното селище, оставя следния надпис:
| „ | „С могъществото на бог Халди аз, Аргищи, син на Менуа, построих тази непревземаема крепост и я нарекох Еребуни…“. | “ |

През вековете името Еребуни се променя в Ирпуни, Еривуни, Ериван и накрая в съвременното Ереван. В местния музей могат да се видят предмети от онази епоха, както и надписи на хиляди години.
Запазени са и останки от светилището на бог Халди, като археолозите са открили, че подът на храма е бил покрит с малки дъсчици, много наподобяващи на паркет.

## Архитектура
Позицията на крепостта е стратегическа. Основният път води към Катедралата.
В Югозападната част има храм на Халди.
През 1968 е открит Музеят за история на Еребуни – открит по съвпадение с 2750-а годишнина на Ереван.

## Галерия
- Умален модел на крепостта Еребуни
- Външните стени на Еребуни
- Външните стени на цитаделата
(изглед към Ереван)
- Храмът „Суси“